# 3048 Guangzhou
3048 Guangzhou eller 1964 TH1 är en asteroid i huvudbältet som upptäcktes den 8 oktober 1964 av Purple Mountain-observatoriet i Nanjing, Kina. Den är uppkallad efter den kinesiska staden Guangzhou.
Asteroiden har en diameter på ungefär 6 kilometer och den tillhör asteroidgruppen Nysa.